# Celeste Boureille
Celeste Boureille (San Francisco, California, Estados Unidos; 20 de abril de 1994) es una futbolista estadounidense que juega como mediocampista para el Montpellier H. S. C. de la Division 1 Féminine de Francia.

## Trayectoria

### Portland Thorns FC
Boureille se unió al Portland Thorns en la pretemporada de 2016.

#### Canberra United
En octubre de 2016, Boureille fue cedida en préstamo al Canberra United FC para la temporada 2016-17 de la W-League.

#### Brisbane Roar
En octubre de 2017, Boureille fue cedida en préstamos al Brisbane Roar para las temporadas 2017-18 y 2018-19 de la W-League de Australia. En Australia, Boureille encontró su mejor juego, siendo nombrada por el Jugadora del Brisbane Roar del Año en la temporada 2017-18.

## Estadísticas

### Clubes
| Club                          | País           | Año             |
| ----------------------------- | -------------- | --------------- |
| Selfoss                       | Islandia       | 2014            |
| Portland Thorns               | Estados Unidos | 2016 - 2022     |
| Canberra United FC (préstamo) | Australia      | 2016 - 2017     |
| Brisbane Roar (préstamo)      | Australia      | 2017 - 2020     |
| FC Fleury 91 (préstamo)       | Francia        | 2020 -          |
| A. C. Milan                   | Italia         | 2022            |
| Montpellier H. S. C.          | Francia        | 2022 - presente |